# Pomorie (arie protejată)
Pomorie este o arie protejată (arie specială de conservare — SAC, sit de importanță comunitară — SCI) din Bulgaria întinsă pe o suprafață de 2.085,15 ha, integral pe uscat.

## Localizare
Centrul sitului Pomorie este situat la coordonatele 42°35′56″N 27°38′11″E / 42.5989°N 27.6364°E.

## Înființare
Situl Pomorie a fost declarat sit de importanță comunitară în martie 2007 pentru a proteja 9 specii de animale. Situl a fost protejat și ca arie specială de conservare în decembrie 2020.

## Biodiversitate
Situată în ecoregiunile Marea Neagră și marină a Mării Negre, aria protejată conține 12 habitate naturale: Bancuri de nisip acoperite în permanență slab de apă marină, Terase mlăștinoase și terase nisipoase neacoperite de apă la reflux, Lagune de coastă, Golfuri mici largi și golfuri puțin adânci, Recifuri, Salicornia și alte specii anuale care populează regiunile mlăștinoase și nisipoase, Pășuni mediteraneene udate de apa mării (Juncetalia maritimi), Stepe și mlaștini sărate panonice, Dune mobile cu vegetație embrionară, Dune mobile de-a lungul țărmului cu Ammophila arenaria („dune albe”), Peșteri marine scufundate complet sau parțial, Galerii și tufărișuri riverane sudice (Nerio-Tamaricetea și Securinegion tinctoriae).
La baza desemnării sitului se află mai multe specii protejate:
- amfibieni (2): buhai de baltă cu burta roșie (Bombina bombina), Triturus karelinii
- mamifere (2): vidră de râu (Lutra lutra), dihor pătat (Vormela peregusna)
- pești (2): scrumbie de dunăre (Alosa immaculata), rizeafcă (Alosa tanaica)
- reptile (3): Elaphe sauromates, țestoasa de baltă (Emys orbicularis), țestoasă bănățeană (Testudo hermanni)

Pe lângă speciile protejate, pe teritoriul sitului au mai fost identificate 16 specii de plante, 3 specii de amfibieni, 10 specii de mamifere, 7 specii de nevertebrate, 18 specii de pești, 6 specii de reptile.